# Georges Malfait
Georges Désiré Malfait (* 9. Dezember 1878 in Roubaix, Frankreich; † 7. Dezember 1946 ebenda) war ein französischer Leichtathlet, der sich auf den Sprint spezialisiert hatte.
Malfait, der kurz „Géo“ gerufen wurde, war dreifacher französischer Meister. 1904 und 1905 gewann er den Titel im 100-Meter-Lauf, 1905 kam der Titel im 400-Meter-Lauf hinzu.
Georges Malfait nahm an den Olympischen Zwischenspielen 1906 in Athen sowie an den Spielen 1908 in London und 1912 in Stockholm teil.
In Athen 1906 ging er über 100 und 400 Meter an den Start. Er konnte sich jedoch nicht für die nächste Runde qualifizieren. In London 1908 scheiterte er über 100 Meter in der ersten Runde. Über 200 und 400 Meter erreichte er jeweils das Halbfinale. 1912 in Stockholm trat er über 200 und 400 Meter an. Auch hier schied er jeweils in der ersten Runde aus.